# Sport in Emilia-Romagna
Lo sport in Emilia-Romagna è praticato e diffuso in molti settori, sia a livello agonistico che dilettantesco, sia per quanto riguarda gli sport più comuni che quelli meno diffusi a livello nazionale.

## Principali società sportive

### Atletica leggera
- Virtus Atletica Bologna
- AS La Fratellanza 1874

### Automobilismo

#### Formula 1
- Scuderia Ferrari
- Scuderia Racing Bulls

### Baseball
- Fortitudo Bologna, Serie A (ex IBL)
- Brescello Baseball A.S.D., categorie giovanili
- Baseball & Softball Club Godo, Serie A
- Rimini, Serie A
- 1949 Parma, Serie A
- Reggio Baseball, Serie B
- Modena,  Serie A
- Riccione, Serie C
- Marina Baseball
- Collecchio B.C., Serie A
- Junior Parma, Serie B
- Sala Baganza, Serie A
- Piacenza Baseball, Serie B
- Baseball Cesena Diamonds
- Elephas Cesena Baseball
- Poviglio Baseball, Serie B
- Athletics Bologna Baseball, Serie A
- Crocetta Baseball e Softball Parma, Serie A
- Oltretorrente Baseball Club, Serie A
- Castenaso Baseball, Serie B
- Redskins Imola, Serie C
- Longbridge 2000 Baseball Club, Serie A
- Ferrara Baseball Softball ASD, categorie giovanili softball
- Ravenna Baseball, Serie B

### Beach soccer
- Bologna
- Cervia Beach Soccer

### Calcio a 11
A livello calcistico maschile, l'Emilia-Romagna è stata rappresentata in serie A da nove diverse squadre: Bologna, Carpi, Cesena, Modena, Parma, Piacenza, Reggiana, Sassuolo, SPAL. Le due squadre più blasonate a rappresentare la regione e che si affrontano nel cosiddetto derby dell'Emilia sono il Bologna, vincitore di 7 scudetti, 3 Coppe Italia,  3 Coppe Mitropa, una Coppa di Lega Italo-Inglese e un Intertoto, e il Parma, che annovera 3 Coppe Italia, una Supercoppa italiana e 4 titoli internazionali: una Coppa delle Coppe, 2 Coppe UEFA e una Supercoppa UEFA
| #   | Società             | I livello | II livello | III livello | IV livello | Totale | Stagione 2024-2025 |
| --- | ------------------- | --------- | ---------- | ----------- | ---------- | ------ | ------------------ |
| 1ª  | Bologna             | 94        | 12         | 3           | -          | 109    | Serie A            |
| 2ª  | Parma               | 29        | 36         | 31          | 5          | 101    | Serie A            |
| 3ª  | Modena              | 28        | 53         | 25          | 2          | 108    | Serie B            |
| 4ª  | SPAL                | 24        | 28         | 43          | 7          | 102    | Serie C            |
| 5ª  | Cesena              | 13        | 33         | 26          | 5          | 77     | Serie B            |
| 6ª  | Sassuolo            | 11        | 6          | 2           | 22         | 41     | Serie B            |
| 7ª  | Piacenza            | 8         | 22         | 59          | 10         | 99     | Serie D            |
| 8ª  | Reggiana            | 7         | 40         | 47          | 7          | 101    | Serie B            |
| 9ª  | Carpi               | 1         | 11         | 35          | 30         | 77     | Serie C            |
| 10ª | Rimini              | -         | 9          | 49          | 24         | 82     | Serie C            |
| 11ª | Ravenna             | -         | 7          | 46          | 27         | 80     | Serie D            |
| 12ª | Forlì               | -         | 1          | 37          | 32         | 70     | Serie D            |
| 13ª | Centese             | -         | 1          | 4           | 10         | 15     | Promozione         |
| 14ª | Molinella           | -         | 1          | 3           | -          | 4      | Prima Categoria    |
| 15ª | Imolese             | -         | -          | 15          | 29         | 44     | Serie D            |
| 16ª | Fiorenzuola         | -         | -          | 15          | 16         | 31     | Serie D            |
| 17ª | Forlimpopoli        | -         | -          | 12          | 2          | 14     | Promozione         |
| 18ª | Faenza              | -         | -          | 10          | 23         | 33     | Eccellenza         |
| 19ª | Riccione            | -         | -          | 8           | 18         | 26     | Prima Categoria    |
| 20ª | Brescello           | -         | -          | 6           | 3          | 9      | Promozione         |
| 21ª | Santarcangelo       | -         | -          | 4           | 4          | 8      | Promozione         |
| 22ª | Fidenza             | -         | -          | 3           | 8          | 11     | Prima Categoria    |
| 23ª | Portuense           | -         | -          | 3           | 2          | 5      | Promozione         |
| 24ª | Crevalcore          | -         | -          | 1           | 1          | 2      | Seconda Categoria  |
| 25ª | Cattolica           | -         | -          | -           | 15         | 15     | Promozione         |
| 26ª | Cervia              | -         | -          | -           | 14         | 14     | Promozione         |
| 27ª | Mezzolara           | -         | -          | -           | 10         | 10     | Eccellenza         |
| 28ª | Sammaurese          | -         | -          | -           | 10         | 10     | Serie D            |
| 29ª | San Lazzaro         | -         | -          | -           | 6          | 6      | Terza Categoria    |
| 30ª | Russi               | -         | -          | -           | 5          | 5      | Eccellenza         |
| 31ª | Correggese          | -         | -          | -           | 4          | 4      | Eccellenza         |
| 32ª | Virtus Castelfranco | -         | -          | -           | 3          | 3      | Eccellenza         |
| 33ª | Argentana           | -         | -          | -           | 3          | 3      | Prima Categoria    |
| 34ª | Bagnolese           | -         | -          | -           | 3          | 3      | Promozione         |
| 35ª | Zola Predosa        | -         | -          | -           | 2          | 2      | Eccellenza         |
| 36ª | Casalecchio         | -         | -          | -           | 1          | 1      | Seconda Categoria  |
| 37ª | Reggiolo            | -         | -          | -           | -          | 0      | Prima Categoria    |

#### Livello Calcio a 11
| Livello    | Società |
| ---------- | --- |
| Serie A    | Bologna; Parma. |
| Serie B    | Cesena; Modena; Reggiana; Sassuolo. |
| Serie C    | Gir. B: Carpi; Rimini; SPAL. |
| Serie D    | Gir. D: Cittadella Vis Modena; Corticella; Fiorenzuola; Forlì; Imolese; Lentigione; Piacenza; Progresso; Ravenna; Sammaurese; Sasso Marconi; United Riccione. |
| Eccellenza | Gir. A: Brescello Piccardo; Correggese; Virtus Castelfranco; Zola Predosa. Gir. B: Faenza; Mezzolara; Russi.                                                  |

Altre società rilevanti:
- Castenaso Van Goof: nata nel 1997 con il nome di Atletico Van Goof, all'interno del programma televisivo Quelli che il calcio;
- Fortitudo Bologna: sezione calcio dell'omonima polisportiva vanta un campionato di IV livello, al 2021-2022 è in Terza Categoria;

#### Società scomparse
Elenco delle società di calcio attualmente non in attività ordinate dall'ultima apparizione più recente:
- Bellaria Igea Marina: vanta 11 campionati di IV livello. Nel 2019 si fonde con l'USD Igea Marina costituendo l'APD Igea Marina Bellaria 1956;
- Pro Piacenza: vanta 5 campionati di III livello. Si scioglie nel 2019;
- Crociati Noceto: vanta 2 campionati di IV livello. Si scioglie nel 2016;
- Baracca Lugo: vanta 14 campionati di IlI livello e 28 di IV livello. Si scioglie nel 2015;
- Giacomense: vanta 5 di IV livello. Nel 2013 si fonde con la Real SPAL nella S.P.A.L.;
- Castel San Pietro: vanta 6 campionati di IV livello. Si scioglie nel 2012;
- Cesenatico: vanta 13 campionati di IV livello. Si scioglie nel 2011;
- Boca San Lazzaro: vanta 1 campionato di IV livello. Si scioglie nel 2009;
- Mirandolese: vanta 8 campionati di III livello e 15 di IV livello. Si scioglie nel 2005;
- Altedo: vanta 1 campionato di III livello campionati di Ill livello e 3 di IV livello. Si scioglie nel 2004;
- Trancerie Mossina: vanta 3 campionati di IlI livello. Si scioglie negli anni '50;
- Amatori Bologna: vanta 4 campionati di IlI livello e 1 di IV livello. Si scioglie nel 1947;
- / / Virtus Bologna: vanta 4 campionati di I livello. Scioglie la sezione calcio nel 1924 ma rimane attiva come polisportiva; oggi una squadra della SEF Virtus è in Seconda Categoria;
- Nazionale Emilia: vanta 2 campionati di I livello e 1 di II livello. Nel 1922 viene assorbito dalla sezione calcio della Virtus Gruppo Sportivo Bolognese che diventa Virtus Bologna;
- GS Bolognese: vanta 1 campionato di I livello. Nel 1920 si fonde con la Società Ginnastica Educativa Virtus nella Virtus Gruppo Sportivo Bolognese.
- Reggio: vanta 2 campionati di II livello. Nel 1919 si fonde con l'Audace Reggio per dare vita alla Reggiana.
- Audax Modena: vanta 1 campionato di I livello e 1 di II livello. Nel 1912 si fonde con l'Associazione Studentesca del Calcio nel Modena. Rifondata, si scioglie definitivamente nel 1919;
- Panigale: vanta 5 campionati di III livello e 2 di IV livello. Incerta la data di scioglimento;
- Budrio: vanta 1 campionato di III livello. Incerta la data di scioglimento;
- Bondenese: vanta 2 campionati di III livello. Incerta la data di scioglimento;
- Pro Italia Correggio: vanta 2 campionati di III livello. Incerta la data di scioglimento;

### Calcio a 5
- Forlì
- Imola Castello
- Kaos
- CUS Modena
- Montanari Calcio a 5
- Faventia Calcio a 5
- Modena Cavezzo Futsal

### Canoa polo
- Canoa Club Bologna
- Canoa Club Ferrara
- Canoa Kayak Cervia
- Canoa Club Modena

### Cricket
- Pianoro Cricket Club
- Poggio Renatico Cricket Club official
- Bologna Cricket Club

### Football americano

#### Squadre maschili

##### Attive
- Aquile Ferrara
- Buccaneers Comacchio
- Knights Sant'Agata
- Doves Bologna
- Warriors Bologna
- Panthers Parma
- Bobcats Parma
- Titans Romagna
- Hogs Reggio Emilia
- Chiefs Ravenna
- Braves Bologna
- Ravens Imola
- Vipers Modena
- Broncos Faenza
- Berserk Riolo Terme
- Wolverines Piacenza

##### Inattive
- White Wings Bologna
- American Felix Molinella
- Seahawks Bologna
- Centauri Bologna
- Towers Bologna
- Phoenix Bologna

#### Squadre femminili
- Vipers Girl Modena
- Le Romagnole Female Football Team

### Hockey
Hockey su ghiaccio:
- Hockey Ghiaccio Bologna 1982
- Polisportiva Fanano Hockey
- Iceinline Imola HC

Hockey in-line:
- H.C. Falchi Parma
- Ferrara Hockey
- ASD Iceinline Imola
- Pattinatori Estensi Ferrara
- Libertas Hockey Forlì
- Corsari Hockey Riccione
- NoAngels Rimini
- Invicta Modena
- Scomed Bomporto
- Nutrie Russi
- G.S. Lepis[3]

Hockey su pista:
- DS&M Villa d'Oro Modena
- Vneck Reggio Emilia
- Società Sportiva Amatori Modena
- UVP Modena
- Correggio Hockey
- Roller Scandiano Hockey

Hockey su prato:
- Hockey Team Bologna
- Hockey Club Bondeno
- Associazione Sportiva Dillettantistica Città del Tricolore

### Lacrosse
- Bologna Lacrosse

### Pallacanestro
Pallacanestro Maschile:
| #  | Società             | I livello | II livello | III livello | IV livello | Totale | Stagione 2024-2025 |
| -- | ------------------- | --------- | ---------- | ----------- | ---------- | ------ | ------------------ |
| 1  | Virtus Bologna      | 82        | 4          | -           | -          | 86     | Serie A            |
| 2  | Fortitudo Bologna   | 38        | 21         | 5           | 1          | 65     | Serie A2           |
| 3  | Pall. Reggiana      | 27        | 16         | 4           | 2          | 49     | Serie A            |
| 4  | S.C. Gira           | 17        | 11         | 15          | 7          | 50     | non iscritto       |
| 5  | Libertas Forlì      | 11        | 23         | -           | -          | 34     | inattivo           |
| 6  | Basket Rimini       | 8         | 27         | 23          | 4          | 62     | Serie A2           |
| 7  | A. Costa Imola      | 4         | 21         | 14          | 4          | 43     | Serie B            |
| 8  | Mazzini Bologna     | 4         | 2          | 1           | -          | 7      | inattivo           |
| 9  | B.C. Ferrara        | 2         | 8          | 5           | -          | 15     | inattivo           |
| 10 | Sant'Agostino       | 2         | 7          | -           | -          | 9      | inattivo           |
| 11 | Robur Ravenna       | 1         | 5          | 2           | 3          | 11     | inattivo           |
| 12 | OARE Bologna        | 1         | 4          | -           | -          | 5      | inattivo           |
| 13 | U.C.C. Piacenza     | -         | 13         | 8           | 8          | 29     | Serie A2           |
| 14 | Basket Ravenna      | -         | 10         | 6           | 13         | 29     | Serie B            |
| 15 | Kleb Ferrara        | -         | 9          | 2           | 1          | 12     | non iscritto       |
| 16 | Pall. Forlì 2.015   | -         | 9          | 1           | -          | 10     | Serie A2           |
| 17 | Benedetto XIV Cento | -         | 6          | 16          | 8          | 30     | Serie A2           |
| 18 | Fulgor Forlì        | -         | 5          | 10          | 8          | 23     | inattivo           |
| 19 | Pr. Castel Maggiore | -         | 4          | 1           | -          | 5      | inattivo           |
| 20 | Bakery Piacenza     | -         | 3          | 10          | 1          | 14     | Serie B            |
| 21 | B.blù Bologna       | -         | 2          | -           | -          | 2      | inattivo           |
| 22 | Basket Cervia       | -         | 2          | -           | -          | 2      | non iscritto       |
| 23 | Club Modena Basket  | -         | 1          | 2           | -          | 3      | inattivo           |
| 24 | U.C. Piacentina     | -         | 1          | 1           | 1          | 3      | inattivo           |
| 25 | Raggisol. Faenza    | -         | -          | 9           | 2          | 11     | Serie B            |
| 26 | Eagles Bologna      | -         | -          | 1           | 1          | 2      | inattivo           |

- PSA Modena
- CUS Modena

Pallacanestro Femminile:
- Virtus Bologna
- Bonfiglioli Ferrara
- Basket Cervia
- Basket Cavezzo
- Associazione Sportiva Club Atletico Faenza
- Basket Parma
- PSA Modena
- CUS Modena
- Magika Pallacanestro Castel San Pietro

### Pallavolo
Pallavolo Maschile:
- Modena
- Parma
- Piacenza
- Porto Robur Costa
- Zinella Bologna
- Tricolore
- 4 Torri Ferrara
- Villa d'Oro
- Cavriago
- Forlì
- Bologna
- Energy Parma
- Stadium Mirandola
- Team Volley Portomaggiore
- Foris Index Conselice

Pallavolo Femminile:
- Teodora Ravenna
- Rebecchi Nordmeccanica Piacenza
- LJ Volley Modena
- Pallavolo Reggio Emilia
- Villa d'Oro Pallavolo Modena

### Pallanuoto
Pallanuoto femminile:
- Rari Nantes Bologna
- Modena Nuoto

Pallanuoto maschile:
- De Akker Bologna
- President Bologna
- CUS Bologna
- Rari Nantes Bologna
- CN Persiceto
- Modena Nuoto
- Reggiana Nuoto
- Coop Cons NE Parma
- Rari Nantes Parma
- Ravenna Pallanuoto
- Rarinantes Everest Piacenza
- Nuoto Club 2000 Pallanuoto Faenza
- Pol.Futura Finale Emilia
- Pol.Com. Riccione
- Olimpia Vignola
- Cabassi Carpi
- Pol.Centese

### Pallamano
Pallamano maschile:
- Bologna United
- Secchia Rubiera
- Estense Ferrara
- Parma
- Rapid Nonantola
- Castenaso
- Modena
- Romagna
- Carpi
- Casalgrande

Società scomparse:
- Bologna 1969
- Secchia
- Mordano
- Gymnasium Bologna
- Faenza 1983
- Imola
- Pallamano Rimini

Pallamano femminile:
- G.S. Ariosto Pallamano Ferrara
- Pallamano Spallanzani Casalgrande
- Scuola Pallamano Modena

### Rugby
- Zebre
- Parma
- Reggio Emilia
- Cesena
- Piacenza
- Lyons
- CUS Ferrara
- Romagna
- Ravenna Rugby Football Club
- Civis Rimini Rugby
- Reno Bologna
- Bologna
- Modena
- Noceto
- Imola
- Faenza Rugby
- Forlì
- CUS Modena
- Bologna Lions Rugby Femminile

### Softball[4]
- Athletics Bologna
- B.C.M. Minerbio
- Fortitudo Baseball Club 1953
- Carpi B.C.
- B.C. Castenaso
- Collecchio B.C.
- U.S. Giovanile Collecchio Soft.
- Colorno Baseball Club
- Carega Park Rangers Sala Baganza
- Crocetta Baseball Club
- Elephas Cesena
- New Faenza
- Ferrara Baseball Softball Club
- Softball Club Forlì
- B.S.C. Godo
- Junior Parma
- Junior Rimini
- Longbridge 2000
- Baseball Softball Club Sasso Marconi
- Modena B.C.
- New Bologna
- Nuova Delfini Riccione
- Oltretorrente Baseball Club
- Old Parma
- Virtus Ozzano
- Parma 2001
- Pala 3005
- 1949 Parma Baseball Club
- Piacenza Baseball
- Blue Girls Pianoro
- Pianoro Baseball Club
- Poviglio Baseball
- Cral Enrico Mattei
- Rimini 86 Baseball Club
- Redskins Imola
- Reggio Baseball
- Rays Reggio
- Falcons Torre Pedrera
- New Rimini
- San Marino Baseball Club
- Baseball Club Sala Baganza
- Softball E Baseball Club Langhirano
- San Lazzaro '90 Baseball
- Tozzona Baseball Imola
- Terre Di Pianura Baseball Softball Club
- Bears Titano
- Valmarecchia Baseball Softball Club
- Yankees Baseball Softball Club

## Principali impianti sportivi

### Stadi
| #   | Impianto                            | Sede               | Capienza | Beneficiari       |
| --- | ----------------------------------- | ------------------ | -------- | ----------------- |
| 1°  | Renato Dall'Ara                     | Bologna            | 36.462   | Bologna           |
| 2°  | Ennio Tardini                       | Parma              | 22.352   | Parma             |
| 3°  | Leonardo Garilli                    | Piacenza           | 21.668   | Piacenza          |
| 4°  | Mapei Stadium - Città del Tricolore | Reggio Emilia      | 21.525   | Reggiana Sassuolo |
| 5°  | Alberto Braglia                     | Modena             | 21.092   | Modena            |
| 6°  | Orogel Stadium-Dino Manuzzi         | Cesena             | 20.194   | Cesena            |
| 7°  | Paolo Mazza                         | Ferrara            | 16.134   | SPAL              |
| 8°  | Bruno Benelli                       | Ravenna            | 12.020   | Ravenna           |
| 9°  | Romeo Neri                          | Rimini             | 9.768    | Rimini            |
| 10° | Sandro Cabassi                      | Carpi              | 5.510    | Carpi             |
| 11° | Sergio Lanfranchi                   | Parma              | 5.000    | Zebre             |
| 12° | Loris Bulgarelli                    | Cento              | 4.500    | Centese           |
| 13° | Mirabello                           | Reggio Emilia      | 4.400    | Valorugby         |
| 14° | Enzo Ricci                          | Sassuolo           | 4.008    | Sassuolo          |
| 15° | Romeo Galli                         | Imola              | 4.000    | Imolese           |
| 16° | Attilio Pavesi                      | Fiorenzuola d'Arda | 4.000    | Fiorenzuola       |
| 17° | Tullo Morgagni                      | Forlì              | 3.466    | Forlì             |
| 18° | Bruno Neri                          | Faenza             | 3.350    | Faenza            |
| 19° | Italo Nicoletti                     | Riccione           | 2.500    | Riccione          |
| 20° | Gianni Falchi                       | Bologna            | 2.500    | Fortitudo Bologna |

### Palasport
| #   | Impianto               | Sede                  | Capienza | Beneficiari                      |
| --- | ---------------------- | --------------------- | -------- | -------------------------------- |
| 1º  | Unipol Arena           | Casalecchio di Reno   | 10.000   | -                                |
| 2º  | Virtus Segafredo Arena | Bologna               | 9.700    | Virtus Bologna                   |
| 3º  | PalaRaschi             | Parma                 | 6.600    | -                                |
| 4°  | PalaGalassi            | Forlì                 | 5.676    | Pall. Forlì 2.015 Forlì          |
| 5º  | PalaDozza              | Bologna               | 5.570    | Fortitudo Bologna                |
| 6°  | RDS Stadium            | Rimini                | 5.001    | -                                |
| 7º  | PalaCattani            | Faenza                | 5.000    | Raggisol. Faenza                 |
| 8º  | PalaPanini             | Modena                | 4.884    | Modena                           |
| 9º  | PalaBigi               | Reggio Emilia         | 4.530    | Pall. Reggiana Tricolore         |
| 10º | PalaBanca              | Piacenza              | 3.700    | U.C.C. Piacenza You Energy       |
| 11º | Palasport di Ferrara   | Ferrara               | 3.504    | Kleb Ferrara 4 Torri Ferrara     |
| 12º | Palazzo Mauro De André | Ravenna               | 3.500    | Basket Ravenna Porto Robur Costa |
| 13º | Palasport Flaminio     | Rimini                | 3.000    | Rinascita B. Rimini              |
| 14º | PalaSavena             | San Lazzaro di Savena | 2.700    | Zinella Bologna                  |

### Autodromo
- Autodromo Enzo e Dino Ferrari di Imola
- Misano World Circuit Marco Simoncelli
- Autodromo di Modena

### Ippodromo
- Ippodromo dell'Arcoveggio
- Ippodromo del Savio